# Medicine Park
Medicine Park – miasto w Stanach Zjednoczonych, w stanie Oklahoma, w hrabstwie Comanche.